# 斯普林特约定叫
斯普林特约定叫（Splinter bid）是桥牌中的一种约定叫，也被称为“爆裂叫”。指通过不寻常的跳叫新花色来表示对同伴的花色有很好的支持（一般是4张以上，對低花的支持則需要5張），且在己方所叫花色上有单张或缺门，该叫品是逼叫进局的。
斯普林特要求的点力范围与所采用的叫牌体系有关，通常要支持隊友的高花開叫時需要10点以上，如果是叫出來的花色是缺門可以稍低一點，而要支持低花時需要稍高一點。
一般來說，有足夠成功率的高花合約成局力量大概是八張王牌配上25個牌點。可以注意到，如果使用這個特約的人跟他的隊友都是底限點力，那雙方可能會比25這個數字稍低1~3點，但如果夢家（答叫人）能夠提供兩次或甚至是三次的王吃，那這個合約還是有不錯的達成率。有些牌手之間會約定這個叫品不直接用於有興趣打滿貫合約的牌（當然，如果開叫人持有高限力量的話他可以再邀請），因為使用者的短門是否有對到隊友的牌型的結果影響太大，而且這個特約又一口氣用掉了太多叫牌空間，讓雙方難以確認。如果有興趣於滿貫，應該先以其他叫品確認進局，再以控制力扣叫或其他方式表示出短門。

## 示例
在下面的例子中，南家的4♣表示4张以上黑桃支持，且梅花单张或缺门，逼叫。
| 北 | 南 |
| -- | -- |
| 1♠ | 4♣ |

下面的叫牌過程中，南家的3♠也是斯普林特。表示同意红心为王牌，且黑桃单缺。
| 北 | 南 |
| -- | -- |
| 1♥ | 3♠ |

对方未参与叫牌的情况下，对于开叫人或应叫人的再叫叫品也可以应用斯普林特。基本原则是：如果某一新花色叫品是逼叫，那么比此叫品高一阶的同一花色叫品是斯普林特。不過要注意的是，當開叫人對答叫人的答叫花色應用這個特約，他需要的力量跟答叫人是不一樣的，一般來說開叫人需要在答叫人持有答叫低限點力時確保雙方持有至少22牌點（如果是對低花的斯普林特，還要再多個2~3點，而且要確保王牌至少要有八張）。
如下例所示：
| 北 | 南 |
| -- | -- |
| 1♣ | 1♠ |
| 4♦ |    |

南家4♦是对黑桃的斯普林特。由於一階答叫只需要6個牌點，因此南家的叫牌除了表示自己黑桃至少四張且方塊單缺之外，還至少有16個牌點。
当持有非均型牌，但点力超出了斯普林特约定叫的上限时（例如17点以上），可以用雅可比2NT回应同伴的1♥/1♠开叫。
另外，在竞叫中，如果对方的叫品是技术性加倍，斯普林特仍然有效。
雖然這個特約主要是用在王牌合約上，不過也有一些在無王合約中使用的變體。最常見的使用方式是對著開叫的1NT回答任意的三線花色，通常這代表了至少10點的進局點力（以強無王為例的話是10點，若是弱無王開叫的話至少要再多三點）以及所叫花色單缺、且其他三門各有至少四張的牌型。這種答叫的意思是，如果開叫人在該門花色上有至少兩個擋張，那可以停在3NT，否則從剩下的花色中選一個喜歡的王牌合約，之後雙方可依照點力多寡和這門花色上是否有浪費的力量決定合約的線位。